# Geothlypis
Geothlypis – rodzaj ptaków z rodziny lasówek (Parulidae).

## Rozmieszczenie geograficzne
Rodzaj obejmuje gatunki występujące w Ameryce.

## Morfologia
Długość ciała 13–14 cm, masa ciała 7,6–20,6 g.

## Systematyka

### Etymologia
Geothlypis: gr. γεω- geō- ‘ziemski-’ , od γη gē ‘ziemia’; θλυπις thlupis ‘niezidentyfikowany mały ptak’, być może jakaś zięba lub pokrzewka. W ornitologii thlypis oznacza albo cienkodziobą tanagrę lub, jak w tym przypadku, lasówkę.

### Podział systematyczny
Do rodzaju należą następujące gatunki:
- Geothlypis poliocephala S.F. Baird, 1865 – cytrynka siwogłowa
- Geothlypis aequinoctialis (J.F. Gmelin, 1789) – cytrynka szarogłowa
- Geothlypis tolmiei (J.K. Townsend, 1839) – cytrynka uboga
- Geothlypis philadelphia (A. Wilson, 1810) – cytrynka czarnopierśna
- Geothlypis formosa (A. Wilson, 1811) – cytrynka czarnouzda
- Geothlypis speciosa P.L. Sclater, 1859 – cytrynka czarnoczelna
- Geothlypis nelsoni Richmond, 1900 – cytrynka szarobrewa
- Geothlypis semiflava P.L. Sclater, 1860 – cytrynka oliwkowogłowa
- Geothlypis rostrata H. Bryant, 1867 – cytrynka bahamska
- Geothlypis beldingi Ridgway, 1882 – cytrynka maskowa
- Geothlypis flavovelata Ridgway, 1896 – cytrynka żółtogłowa
- Geothlypis trichas (Linnaeus, 1766) – cytrynka czarnolica